# مونگونیسی
مونگونیسی شهری در شهرستان پوا در استان بولکیمده در بورکینافاسوی غربی مرکزی است جمعیت آن ۱۱۵۷ نفر است.